# 色摩知巳
色摩 知巳（しかま ともみ、1989年6月20日 - ）は、日本の元女子バレーボール選手である。

## 来歴
神奈川県横浜市出身。小学1年生からバレーボールを始める。
文京学院大学女子高等学校を経て、2007/08シーズン、V・チャレンジリーグ（当時のVリーグ2部リーグ）に所属するKUROBEアクアフェアリーズの内定選手となった。内定選手としてV・チャレンジリーグの試合に出場し、Vリーグデビューを果たした。
2008年、高校卒業後に、KUROBEアクアフェアリーズに入団した。
2016年、2015/16シーズンをもって現役引退を表明した。
2017年、1年のブランクを経て、V・チャレンジリーグに所属するGSS東京サンビームズに入団し、現役復帰を果たした。熟練したテクニックでチームを牽引し、群馬銀行グリーンウイングスの監督を務めた石原昭久は「技のデパート」と評した。
2022年11月13日、2022-23 V.LEAGUE DIVISION2 WOMENのリガーレ仙台戦（本山製作所青葉アリーナ）で通算230試合出場となり、「Vリーグ栄誉賞」の受賞基準に到達した。
2022/23シーズンをもって現役を引退した。引退後は社業に専念とされていたが、コーチとしてGSS東京に登録された。シーズン終了後登録抹消となった。

## 所属チーム
- 文京学院大学女子高等学校（2005-2008年）
- KUROBEアクアフェアリーズ（2008-2016年）
- GSS東京サンビームズ（2017-2023年）